# ۱-بوتین
۱-بوتین (به انگلیسی: 1-Butyne) همچنین اتیل‌استیلن با فرمول شیمیایی C۴H۶ یک ترکیب شیمیایی است. که جرم مولی آن ۵۴٫۰۹۱ g/mol می‌باشد. 